# 鎌倉台
鎌倉台（かまくらだい）は、愛知県名古屋市緑区の町名。現行行政地名は鎌倉台一丁目及び鎌倉台二丁目。住居表示未実施。

## 地理
名古屋市緑区の西部に位置し、東に大清水、西と南に姥子山、北に八つ松と接する。

## 世帯数と人口
2019年（平成31年）3月1日現在の世帯数と人口は以下の通りである。
| 丁目         | 世帯数  | 人口    |
| ------------ | ------- | ------- |
| 鎌倉台一丁目 | 128世帯 | 331人   |
| 鎌倉台二丁目 | 410世帯 | 1,024人 |
| 計           | 538世帯 | 1,355人 |

### 人口の変遷
国勢調査による人口の推移
| 2000年（平成12年） | 1,039人 | [ 6 ] |  |
| 2005年（平成17年） | 1,185人 | [ 7 ] |  |
| 2010年（平成22年） | 1,301人 | [ 8 ] |  |
| 2015年（平成27年） | 1,381人 | [ 9 ] |  |

## 学区
市立小・中学校に通う場合、学校等は以下の通りとなる。また、公立高等学校に通う場合の学区は以下の通りとなる。
| 丁目         | 番・番地等 | 小学校                 | 中学校                 | 高等学校 |
| ------------ | ---------- | ---------------------- | ---------------------- | -------- |
| 鎌倉台一丁目 | 全域       | 名古屋市立大清水小学校 | 名古屋市立鎌倉台中学校 | 尾張学区 |
| 鎌倉台二丁目 | 全域       | 名古屋市立大清水小学校 | 名古屋市立鎌倉台中学校 | 尾張学区 |

## 施設
- 名古屋市立鎌倉台中学校
- 姥子山中央公園

## その他

### 日本郵便
- 郵便番号 : 458-0829[3]（集配局：緑郵便局[12]）。